# Экологические проблемы Либерии

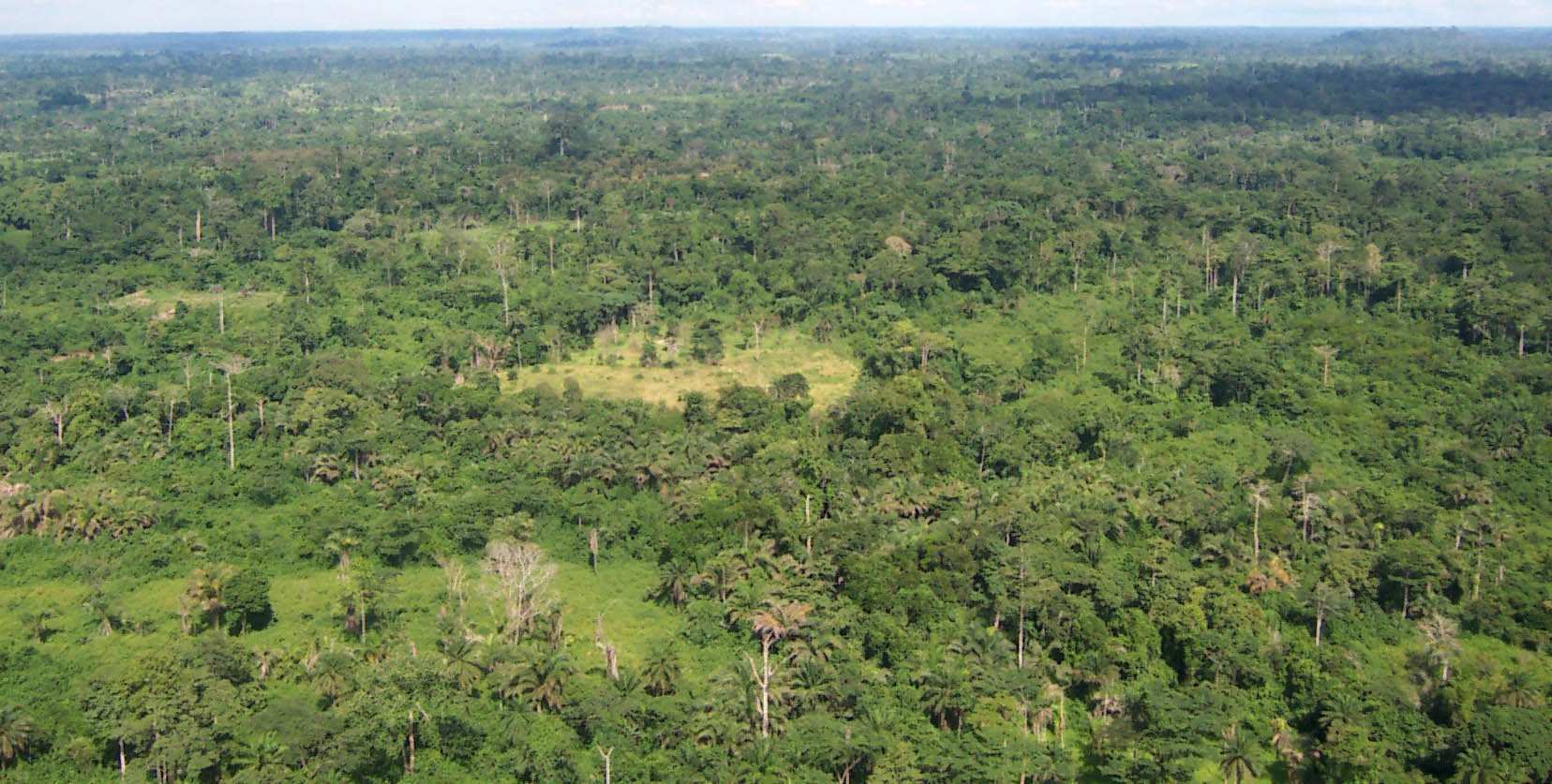
Тропический лес в Либерии.

Экологические проблемы Либерии включают в себя вырубку тропических лесов, охоту на исчезающие виды диких животных, загрязнение рек и прибрежных вод промышленными стоками и неочищенными сточными водами, а также образование свалок и сжигание бытовых отходов.

## Экологические проблемы

### Браконьерство

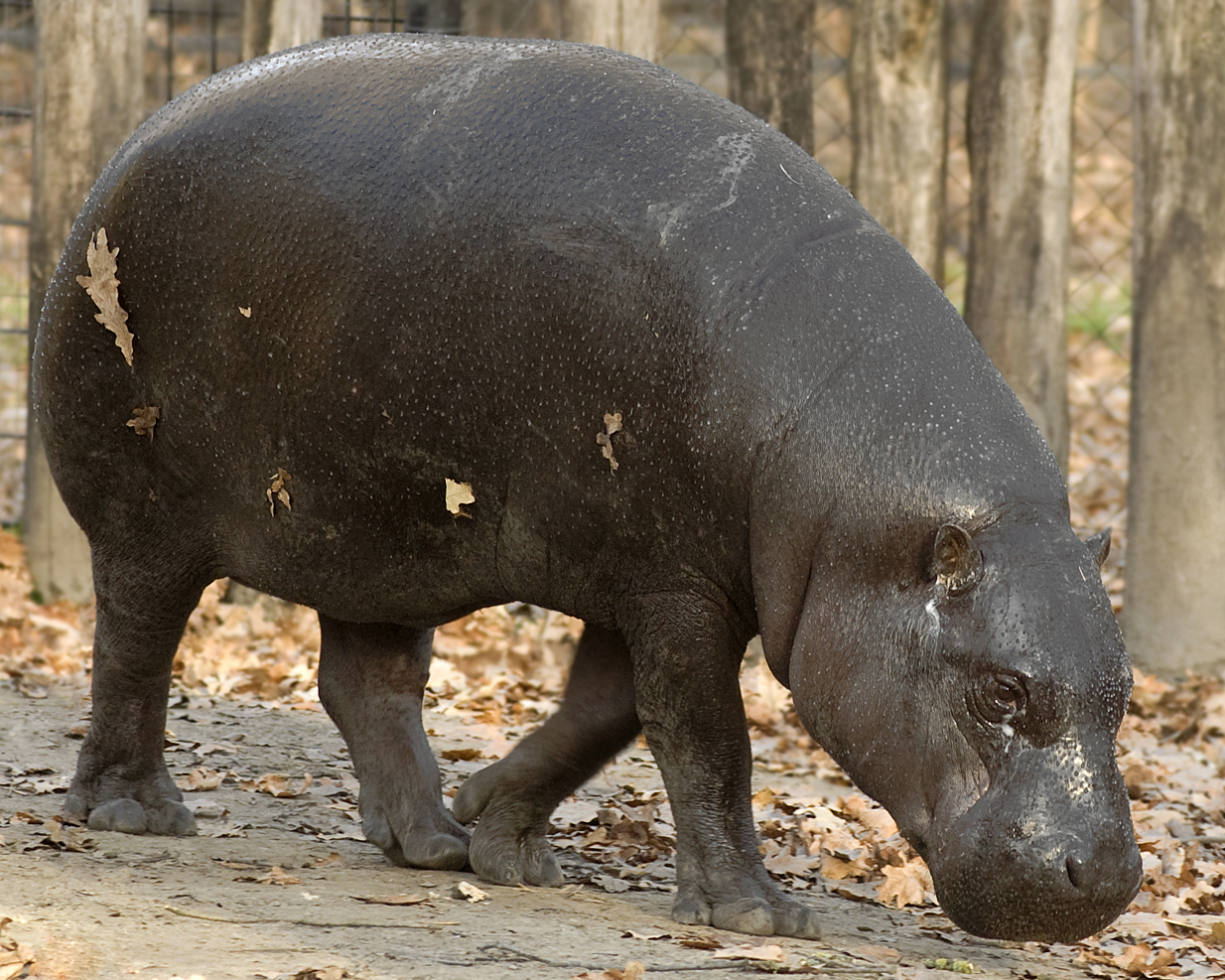
Карликовые бегемоты. Всемирный союз охраны природы установил, что в дикой природе осталось менее 3000 особей карликового бегемота.

В Либерии обитает множество видов животных, находящихся под охраной, среди которых слоны, карликовые бегемоты, шимпанзе, леопарды и тигры. Эти виды подвергаются браконьерству, главным образом из-за спроса на их мясо.
Мясо диких животных широко употребляется в пищу в Либерии и считается деликатесом. Опрос общественного мнения 2004 года показал, что среди жителей столицы Либерии Монровии дичь занимает второе место после рыбы в качестве предпочтительного источника белка. Так, опрос, проводившийся среди семей, где подавали мясо диких животных, показал, что 80 % жителей столицы готовят его «время от времени», 13 % готовят его раз в неделю, а 7 % питаются дичью ежедневно. По имеющимся оценкам, с момента проведения исследований масштабы потребления дичи увеличились.
Браконьеры ведут свою деятельность в национальных парках, включая тропические леса Сапо и Гола. Основной метод добычи — установка ловушек: один браконьер может разместить до 300 ловушек, проверяя их лишь через 2-3 недели, что приводит к страданиям пойманных животных. Мясо пойманных диких животных нелегально экспортируется в соседние Сьерра-Леоне и Кот-д’Ивуар, несмотря на закон о запрете перевоза дичи через границу.
Эффективной борьбе с браконьерством препятствуют два основных фактора: запрет на ношение оружия лесниками и несовершенство антикоррупционного законодательства..

### Вырубка леса
Либерия является глобальной точкой биоразнообразия, чьи леса находятся под угрозой исчезновения. На территории Либерии произрастает значительная часть оставшихся в Западной Африке тропических лесов, в частности около 43 % лесов Верхней Гвинеи, которые охватывают несколько западноафриканских стран.
Подсечно-огневое земледелие является одним из видов деятельности человека, разрушающей естественные леса Либерии. По оценкам доклада ООН за 2004 год, в период с 1990 по 2004 год лесной покров в Либерии сократился примерно на семь процентов, до примерной отметки в 31 % от общей площади Либерии.
Количество случаев незаконной вырубки увеличилось после окончания Второй гражданской войны в Либерии в 2003 году. В 2012 году президент Эллен Джонсон Сирлиф предоставила компаниям лицензии на вырубку 58 % всех основных тропических лесов, оставшихся в Либерии. После международных протестов многие из этих разрешений были отменены.
В сентябре 2014 года Либерия и Норвегия заключили соглашение, согласно которому Либерия прекращает любые лесозаготовки в обмен на финансовую помощь 150 млн долларов США в целях развития. Либерия согласилась к 2020 году перевести более 30 % своих лесов в статус охраняемых районов. В стране будут пилотировать прямые выплаты населению за охрану леса. Норвегия будет добиваться независимой проверки сохранности лесных массивов Либерии, прежде чем проводить платежи.
В 2004 году, согласно отчёту Программы Организации Объединённых Наций по окружающей среде, 99 % либерийцев сжигали древесный уголь и дрова для приготовления пищи и отапливания помещений, что привело к сокращению лесов. В докладе говорится, что Либерия начинает экспортировать древесный уголь из региона. Прибрежные мангровые болота также используют в качестве топлива, уничтожая питомники для рыбы и уменьшая роль мангровых лесов в качестве естественной защиты от наводнений.

### Загрязнение в Монровии

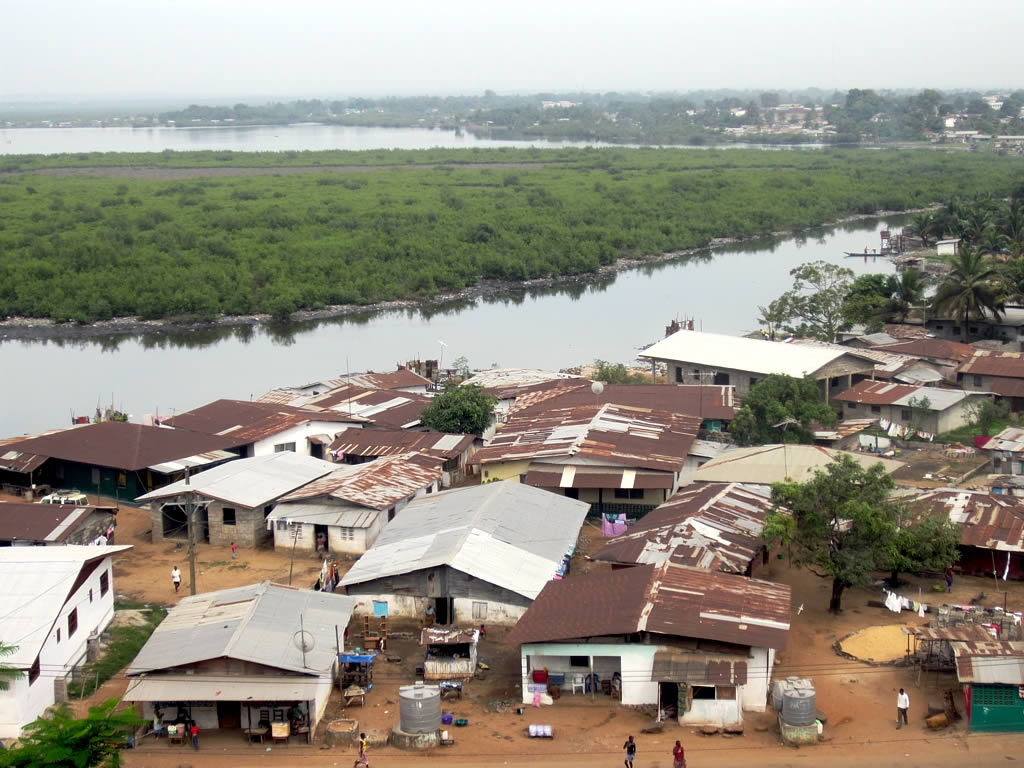
Жилища вдоль реки Месурадо в Монровии. Выброшенный пластик можно увидеть вымытым на берегу напротив зданий.

Загрязнение отходами является серьёзной проблемой в столице Либерии Монровии. Скопления бытового и промышленного мусора в городе не всегда собираются санитарными компаниями, оплачиваемыми Всемирным банком. В 2009 году Всемирный банк заявил, что его целью является увеличение сбора и уничтожение до 45 процентов ежедневно образующихся отходов в Монровии к декабрю 2013 года, что на 15 процентов больше, чем в 2009 году.
В 2013 году в районе Пейнсвилль проблема мусора стала настолько острой, что торговцы и жители начали сжигать огромные скопления мусора прямо на улицах.
Во время гражданских войн в столице на протяжении 17 лет не функционировали официальные службы сбора мусора. Жители жгли, закапывали или выбрасывали свои бытовые отходы. Болота возле столицы были заполнены мусором, отходы также использовались для расширения берегов рек. Район Фиама в центральной Монровии долгое время был неконтролируемой свалкой мусора со всего города.
Отходы блокировали стоки и канализацию, вызывая наводнения и создавая застойные воды с питательной средой для размножения комаров. По оценкам, груды мусора вокруг Монровии составляли более 70 000 тонн твёрдых отходов на улицах. С 2006 года мировое сообщество оплатило весь сбор и вывоз мусора в Монровии через Всемирный банк.
Частые наводнения усугубляют экологические проблемы жителей Монровии, поскольку паводковая вода смешивается с затопленными отходами из болот, которые часто находятся на окраинах жилых районов.

### Санитария

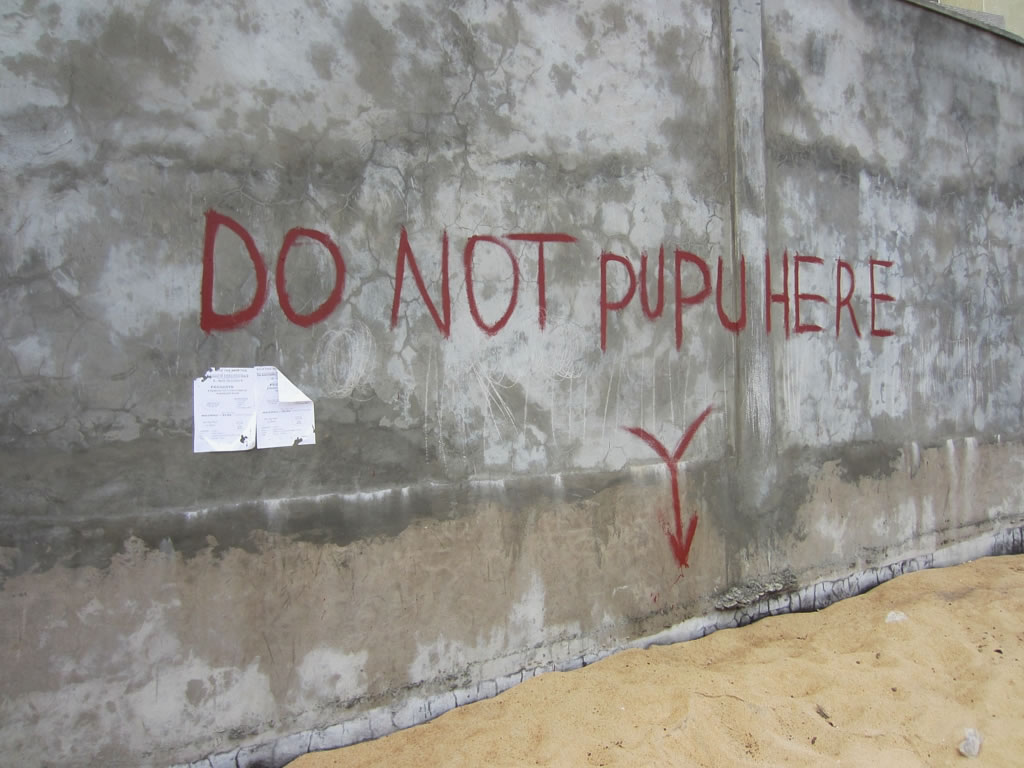
«Do Not Pupu Here». Знак на пляже Монровии, призывающий людей не испражняться в этом районе, 2012.

В 2008 году лишь 1 из 25 либерийцев имел доступ к туалету. В 2009 году треть из 1,5 млн человек в Монровии имели доступ к чистым туалетам. Жители зачастую используют в качестве уборных мест пляжи и переулки, что вносит свой вклад в загрязнение среды. В таких трущобах, как Вест-Пойнт, 70 000 жителей имеют доступ всего к четырём общественным туалетам.
Слабое развитие канализационной инфраструктуры создает неудовлетворительные санитарные условия в городах Либерии. Без регулярной проточной воды отходы, сбрасываемые в канализационную систему, часто задерживаются, вызывая утечку сточных вод из люков на улицы, загрязняя среду и создавая антисанитарные условия.

### Добыча полезных ископаемых
В экологическом отчёте ООН за 2004 год подчеркивается, что в Либерии проводится около 5000 нелицензированных и 1000 лицензированных горных работ. В отчёте говорится, что рудники наносят ущерб в ходе раскопок лесов и русел рек. В отчёте отмечается, что в ходе добычи активно использовались такие загрязнители, как цианид, при этом отравляющие вещества иногда попадали в реки. Ртуть, используемая при добыче золота из руды, также упоминалась в отчете в качестве загрязнителя.

### Другое
В отчёте ООН 2004 года также отмечено, что существует необходимость эвакуировать и поднимать на поверхность повреждённые и затонувшие суда в крупных портах и прибрежных районах вокруг Либерии как по экологическим соображениям, так и по соображениям безопасности.